# محمد اسدی
محمد اسدی سیاست‌مدار ایرانی بود، که در دوره بیست و چهارم مجلس شورای ملی به عنوان نماینده اردبیل در مجلس شورای ملی حضور داشت.